# Leslie Cole
Leslie Cole (ur. 16 lutego 1987) – amerykańska lekkoatletka, sprinterka.

## Osiągnięcia
| Rok  | Impreza                       | Miejsce     | Konkurencja        | Lokata            | Wynik   |
| ---- | ----------------------------- | ----------- | ------------------ | ----------------- | ------- |
| 2008 | Młodzieżowe mistrzostwa NACAC | Toluca      | bieg na 200 m      | 1. miejsce        | 22,92   |
| 2011 | Igrzyska panamerykańskie      | Guadalajara | bieg na 400 m      | el. – 11. miejsce | 53,38   |
| 2011 | Igrzyska panamerykańskie      | Guadalajara | bieg na 200 m      | 7. miejsce        | 23,46   |
| 2011 | Igrzyska panamerykańskie      | Guadalajara | sztafeta 4 × 400 m | 4. miejsce        | 3:33,42 |
| 2012 | Halowe mistrzostwa świata     | Stambuł     | sztafeta 4 × 400 m | 2. miejsce        | 3:28,79 |

## Rekordy życiowe
- Bieg na 60 metrów (hala) – 7,22 (2012)
- Bieg na 100 metrów – 11,22 (2012)
- Bieg na 200 metrów – 22,63 (2012)
- Bieg na 200 metrów (hala) – 23,25 (2010)
- Bieg na 300 metrów – 36,50 (2012)
- Bieg na 400 metrów – 51,20 (2009)
- Bieg na 400 metrów (hala) – 52,10 (2012)
- Bieg na 600 metrów (hala) – 1:32,12 (2011)